# Valsta Syrianska Idrotts- och Kulturförening
O Valsta Syrianska Idrotts-och Kulturförening, ou simplesmente Valsta Syrianska IK, foi um clube de futebol da Suécia fundado em  1933. Sua sede ficava localizada em Estocolmo.